# Каблаш Олександр Геннадійович
Олекса́ндр Генна́дійович Ка́блаш (нар. 5 вересня 1989, Одеса) — український футболіст, півзахисник кишинівської «Дачія».

## Кар'єра
Вихованець СДЮШОР «Чорноморець». На професіональній арені дебютував у сезоні 2006—2007 у складі одеського «Чорноморця», а до цього виступав за аматорські клуби Одеси  — «Сигнал» та «Чорноморець-2» в чемпіонаті міста. В основі «синьо-чорних» зіграв 1 матч, переважно виступаючи за дублерів. У їх складі він провів 24 гри і забив 7 голів.
У сезоні 2007—2008 перейшов у маріупольський «Іллічівець», який грав у першій лізі, а головним тренером у маріупольській команді був Семен Альтман. У складі маріупольців провів 7 матчів і знову повернувся в молодіжний склад «Чорноморця», за який зіграв 2 матчі. На початку листопада 2008 року уклав контракт з овідіопольським «Дністром».
У футболці дністровців дебютував у матчі 17-го туру з алчевської «Сталлю», вийшовши в кінці поєдинку на заміну.
На початку серпня 2016 року став гравцем кишинівської «Дачії».

## Досягнення
- Чемпіон Литви (1): 2010
- Володар Кубка Узбекистану (1): 2015
- Володар Суперкубка Таджикистану (1): 2016